# Дарре-Кенар
Дарре-Кенар (перс. دره كنار) — село в Ірані, у дегестані Ларіджан-е Софла, у бахші Ларіджан, шагрестані Амоль остану Мазендеран. За даними перепису 2006 року, його населення становило 21 особу, що проживали у складі 8 сімей.

## Клімат
Середня річна температура становить 9,01 °C, середня максимальна – 24,70 °C, а середня мінімальна – -6,94 °C. Середня річна кількість опадів – 251 мм.
| Клімат поселення                              | Клімат поселення | Клімат поселення | Клімат поселення | Клімат поселення | Клімат поселення | Клімат поселення | Клімат поселення | Клімат поселення | Клімат поселення | Клімат поселення | Клімат поселення | Клімат поселення | Клімат поселення |
| Показник                                      | Січ.             | Лют.             | Бер.             | Квіт.            | Трав.            | Черв.            | Лип.             | Серп.            | Вер.             | Жовт.            | Лист.            | Груд.            |                  |
| Середній максимум, °C                         | 1,78             | 2,70             | 5,58             | 12,21            | 17,37            | 21,44            | 24,70            | 24,50            | 21,16            | 16,02            | 10,22            | 5,04             |                  |
| Середня температура, °C                       | −2,58            | −1,66            | 1,21             | 7,86             | 13,02            | 17,08            | 19,96            | 19,76            | 16,42            | 11,27            | 5,49             | 0,28             |                  |
| Середній мінімум, °C                          | −6,94            | −6               | −3,13            | 3,50             | 8,66             | 12,74            | 15,22            | 15,02            | 11,69            | 6,54             | 0,74             | −4,45            |                  |
| Норма опадів, мм                              | 28               | 29               | 42               | 32               | 28               | 9                | 7                | 5                | 6                | 20               | 21               | 24               |                  |
| Середньомісячна швидкість вітру, м/с          | 1.72             | 2.31             | 2.73             | 2.84             | 2.10             | 2.03             | 1.85             | 1.61             | 1.65             | 1.87             | 1.93             | 1.79             |                  |
| Середньомісячна сонячна радіація, кДж/м²·день | 8988             | 11528            | 14151            | 17489            | 20955            | 24400            | 23989            | 22020            | 18917            | 14127            | 10623            | 8581             |                  |
| --------------------------------------------- | ---------------- | ---------------- | ---------------- | ---------------- | ---------------- | ---------------- | ---------------- | ---------------- | ---------------- | ---------------- | ---------------- | ---------------- | ---------------- |
| Джерело:                                      |                  |                  |                  |                  |                  |                  |                  |                  |                  |                  |                  |                  |                  |